# 基維雷山
16°32′14″S 70°11′08″W / 16.53722°S 70.18556°W
基維雷山（Q'iwiri），是秘魯的山峰，位於該國南部莫克瓜大區和普諾大區，由卡魯馬斯區、阿科拉區和皮查卡尼區負責管轄，屬於安地斯山脈的一部分，海拔高度5,255米。